# Carlo I Malatesta
Carlo Malatesta (5 giugno 1368 – Longiano, 14 settembre 1429) è stato un condottiero italiano.

## Biografia
Fu signore di Rimini, Fano, Cesena e Fossombrone. Figlio di Galeotto I, nacque nel 1368.
A diciassette anni ebbe dal padre Galeotto I la signoria di Rimini e per concessione di papa Urbano VI fu pure rettore vicario della Provincia Romandiolæ e gonfaloniere della Chiesa.
Recuperò Santarcangelo di Romagna, che si era ribellata al padre, e poi passò al soldo dei veneziani contro il signore di Padova.
Servì i Visconti nella guerra contro Firenze e nel 1390 sconfisse un corpo di 600 cavalli che i bolognesi mandavano a Giovanni da Barbiano. Ma questi se ne vendicò mettendo a sacco il territorio di Rimini. Nel contempo Carlo cercò di impedire inutilmente a Francesco da Carrara un'invasione nei suoi domini.
Sposò nel novembre 1386 Elisabetta Gonzaga, figlia di Ludovico II Gonzaga, terzo capitano del popolo di Mantova.
Nel 1391 dopo che papa Bonifacio IX gli ebbe riconfermato il vicariato di Rimini, Fano e Fossombrone. Ottenne Cantiano da Francesco Gabrielli, per questo dovette combattere contro il conte di Urbino.
Nel 1392 combatté contro Antonio degli Ubaldini, che vinse, e dal quale si fece cedere i castelli che possedeva. Nello stesso anno infranse l'alleanza col Visconti e si collegò con i nemici di lui. L'anno successivo dovette difendere Bertinoro minacciato dagli Ordelaffi, i quali invasero Cesena e Rimini, ma vennero ricacciati e vinti da Carlo a Bosecchio dopo una sanguinosa battaglia. Prese inoltre Montebello, Rotagnano e altri castelli.
Nel 1397 Carlo fu capitano generale della lega contro il duca di Milano, difendendo Mantova e, passato il Po presso Bondeno, entrato a forza a Governolo dopo un atroce combattimento navale, tolse ai ducali il naviglio, mentre l'armata terrestre batteva Ugolotto Biancardo. Nel 1398 si fece una tregua e nel 1399 Carlo esortò la signoria di Firenze a far pace col Visconti, pace che fu sottoscritta mediante l'intervento di Carlo stesso.
Nel 1399, il papa gli conferi la Rosa d'Oro.
Nel 1401 Carlo passò al servizio del Visconti, per combattere Roberto di Baviera, re dei romani, chiamato in aiuto dei fiorentini. Si comportò valorosamente sotto le mura di Brescia e incontratosi in singolare certame con Leopoldo, duca d'Austria, benché ferito, lo vinse e, fatto prigioniero, lo trasse a Brescia, cooperando alla vittoria dei suoi e contribuendo alla sconfitta dei tedeschi. Nello stesso anno ottiene da papa Bonifacio IX il riconoscimento dell'esenzione dell'abate di Sansepolcro dal vescovo di Città di Castello.
Morto il duca Giangaleazzo nel 1402, volle partecipare alla lega contro i suoi figli e quale vicario della Chiesa si preparò a ritogliere Bologna dalle mani dei Visconti. Dopo aver fatto incursioni nel territorio di Parma, fino alle rive dell'Enza, tentò a tradimento di entrare a Bologna, ma venne respinto e inseguito dalle milizie di Facino Cane, delle quali peraltro seppe sbarazzarsi, obbligandole a ritirarsi dentro le mura della città.
Nel 1407 venne nominato tutore del nipote Gianfrancesco Gonzaga nella guida della signoria di Mantova in attesa della sua maggiore età.
Servì quale capo dell'esercito i perugini contro Braccio da Montone, nel 1416, ma nella battaglia di Sant'Egidio sul Tevere, dopo otto ore di accanito combattimento, coperto di ferite, venne fatto prigioniero.
Servì la signoria di Firenze contro Filippo Maria Visconti, ma nella battaglia di Zagonara del 1424, presso Faenza, ancora una volta cadde nelle mani dei nemici. Condotto a Milano fu trattato con deferenza e lasciato libero.
Partecipò al concilio di Costanza per appoggiare Gregorio XII e lì incontrò Guillaume Dufay, che riportò con sé a corte.
Nel 1425 calunniato dai fiorentini presso il papa, andò a Roma a discolparsi e ottenne giustizia papa Martino V, e lo Stocco benedetto.
Ammalatosi de fevera, morì nel suo castello di Longiano il 14 settembre 1429, dopo aver fatto fiorire il suo dominio di commerci e di industrie, grazie anche all'ingrandimento del porto sul fiume Marecchia.

## Partecipazione al Concilio di Costanza
Nel 1411 papa Gregorio XII (al secolo Angelo Correr), cacciato da Roma dall'antipapa Giovanni XXIII, navigava senza meta nei mari che bagnano l'Italia. In dicembre il Malatesta gli offrì asilo e lo ospitò presso la sua corte. Quando, nel novembre 1414 Giovanni XXIII convocò un concilio ecumenico a Costanza, Carlo spinse il papa a parteciparvi. Gregorio XII Correr preferì non andare a Costanza, ma inviò il Malatesta munendolo di una delega in bianco confidando che avrebbe fatto le azioni giuste per favorire il ritorno all'unità della Chiesa. Carlo autorizzò il cardinale Giovanni Dominici, che si trovava in qualità di osservatore, a convocare il concilio anche a nome di Gregorio XII. Poi, sempre a nome di papa Correr, il Signore di Rimini lesse davanti all'assise la dichiarazione di renuntiatio al pontificato (4 luglio 1415).

Il Concilio sancì la deposizione dei tre papi che si contendevano il Soglio di Pietro e decise l'elezione di un nuovo pontefice (11 novembre 1417). La missione di Carlo si concluse felicemente: quindici giorni dopo il Malatesta ottenne dal nuovo papa, Martino V, il reintegro nella Curia romana di Angelo Correr, che venne creato cardinale vescovo di Tuscolo e legato per la Marca Anconitana.

## Discendenza
Non avendo avuto figli dalla moglie Elisabetta Gonzaga, nel 1428 ottenne da papa Martino V, a scapito del ramo di Pesaro, che fossero legittimati i figli illegittimi del fratello Pandolfo, ovvero Galeotto Roberto, Sigismondo Pandolfo e Domenico.

## Ascendenza
|                      |                      |                                    | Genitori            |  |  | Nonni |  |  | Bisnonni               |  |  | Trisnonni             |  |
|                      |                      |                                    |                     |  |  |       |  |  | Malatesta da Verucchio |  |  | Malatesta I Malatesta |  |
|                      |                      |                                    |                     |  |  |       |  |  | Malatesta da Verucchio |  |  | Malatesta I Malatesta |  |
|                      |                      | Adelasia                           |                     |  |  |       |  |  | Malatesta da Verucchio |  |  |                       |  |
| Pandolfo I Malatesta |                      |                                    |                     |  |  |       |  |  | Malatesta da Verucchio |  |  |                       |  |
|                      |                      | Margherita Paltenieri di Monselice | …                   |  |  |       |  |  |                        |  |  |                       |  |
|                      |                      | Margherita Paltenieri di Monselice | …                   |  |  |       |  |  |                        |  |  |                       |  |
|                      |                      | Margherita Paltenieri di Monselice | …                   |  |  |       |  |  |                        |  |  |                       |  |
| Galeotto I Malatesta |                      | Margherita Paltenieri di Monselice |                     |  |  |       |  |  |                        |  |  |                       |  |
|                      |                      | …                                  | …                   |  |  |       |  |  |                        |  |  |                       |  |
|                      |                      | …                                  | …                   |  |  |       |  |  |                        |  |  |                       |  |
|                      |                      | …                                  | …                   |  |  |       |  |  |                        |  |  |                       |  |
| Taddea da Rimini     |                      | …                                  |                     |  |  |       |  |  |                        |  |  |                       |  |
|                      |                      | …                                  | …                   |  |  |       |  |  |                        |  |  |                       |  |
|                      |                      | …                                  | …                   |  |  |       |  |  |                        |  |  |                       |  |
|                      |                      | …                                  | …                   |  |  |       |  |  |                        |  |  |                       |  |
| Carlo I Malatesta    |                      | …                                  |                     |  |  |       |  |  |                        |  |  |                       |  |
|                      | Berardo II da Varano | Gentile II da Varano               |                     |  |  |       |  |  |                        |  |  |                       |  |
|                      | Berardo II da Varano | Gentile II da Varano               |                     |  |  |       |  |  |                        |  |  |                       |  |
|                      | Berardo II da Varano | …                                  |                     |  |  |       |  |  |                        |  |  |                       |  |
| Rodolfo II da Varano | Berardo II da Varano |                                    |                     |  |  |       |  |  |                        |  |  |                       |  |
|                      |                      | Bellafiore di Gualtiero Brunforte  | Gualtiero Brunforte |  |  |       |  |  |                        |  |  |                       |  |
|                      |                      | Bellafiore di Gualtiero Brunforte  | Gualtiero Brunforte |  |  |       |  |  |                        |  |  |                       |  |
|                      |                      | Bellafiore di Gualtiero Brunforte  | …                   |  |  |       |  |  |                        |  |  |                       |  |
| Gentile da Varano    |                      | Bellafiore di Gualtiero Brunforte  |                     |  |  |       |  |  |                        |  |  |                       |  |
|                      |                      | Finuccio Chiavelli                 | …                   |  |  |       |  |  |                        |  |  |                       |  |
|                      |                      | Finuccio Chiavelli                 | …                   |  |  |       |  |  |                        |  |  |                       |  |
|                      |                      | Finuccio Chiavelli                 | …                   |  |  |       |  |  |                        |  |  |                       |  |
| Camilla Chiavelli    |                      | Finuccio Chiavelli                 |                     |  |  |       |  |  |                        |  |  |                       |  |
|                      |                      | …                                  | …                   |  |  |       |  |  |                        |  |  |                       |  |
|                      |                      | …                                  | …                   |  |  |       |  |  |                        |  |  |                       |  |
|                      |                      | …                                  | …                   |  |  |       |  |  |                        |  |  |                       |  |
|                      |                      | …                                  |                     |  |  |       |  |  |                        |  |  |                       |  |